# Delirious?
Pour les articles homonymes, voir Delirious.
Delirious? est un groupe de rock chrétien évangélique britannique originaire de Littlehampton. Le leader est Martin Smith (chant, guitare), accompagné de Stuart Garrard (chœurs, guitare), Jon Thatcher (basse), Tim Jupp (clavier, piano) et Stewart Smith (batterie, percussions). Ce groupe trouve ses influences dans U2, et livre des paroles ancrées dans la Bible.
Le point d'interrogation fait partie intégrante du nom Delirious?.

## Historique
Le groupe a été fondé sous le nom de « The Cutting Edge Band » en 1993. Il se produisait principalement pour l’événement jeunesse chrétien "Cutting Edge", lancé par l'église communautaire d'Arun à Littlehampton, West Sussex.  Au moment où ils changent leur nom en Delirious?, ils ont déjà vendu près de 70 000 disques.
S'ensuit une carrière professionnelle, tant le succès du groupe est grand. Leur premier opus, King of Fools (1997), recèle de tubes qui marquent encore les concerts à ce jour : History Maker, Deeper (single vendu à plus de 30 000 exemplaires). Le suivant, Mezzamorphis (1999), a des influences plus pop, et devient disque d'argent au Canada.
L'album Glo (2000) marque un tournant, puisqu'il s'agit d'un album exclusivement centré sur la louange. Delirious? revient là à ses origines avec beaucoup de brio, livrant des chants aussi puissants dans les paroles que dans la musique : Investigate, Jesus' Blood, My Glorious, ...
L'album Audio Lessonover? (2001) est une tentative pour s'introduire dans un marché plus séculier, avec des paroles peut-être moins explicites. Cependant, il rencontra la même opposition des radios que Mezzamorphis.
World Service (2003) marque un retour aux deux premiers albums, et signe une nouvelle fois des hymnes : Majesty, Here I am, Rain Down. Dans la même lignée, The Mission Bell (2005) rencontre un succès qui marque tous les albums de Delirious?.
Bien entendu, le live est très important chez Delirious?, six CD (Live & in the Can (1996), d:tour 1997 (1999), Access:d (2002), Now is the time (2006), My soul sings (2009), Farewell Show (2010)) sont parus et permettent de percevoir l'importance de les voir en concert.
Delirious? s'est arrêté en novembre 2009 pour pouvoir se recentrer sur leurs familles et parce qu'ils sentaient que le temps était à l'arrêt.

## Discographie
- Farewell Show - live in London (2010)
- My Soul Sings (2009)
- Kingdom of Comfort (2008)
- Now is the time - live at Willow Creek.Chicago.U.S.A. (2006)
- The Mission Bell (2005)
- World Service (2003)
- Libertad (2002)
- Access:d (2002)
- Touch (2002)
- Audio Lessonover? (2001)
- Deeper (2001)
- Glo (2000)
- Mezzamorphis (1999)
- d:tour 1997 Live At Southampton (1998)
- King Of Fools (1997)
- Live & In The Can (1996)
- Cutting Edge 3 and Fore (1995)
- Cutting Edge 1 and 2 (1994)